# Ока (футбольный клуб, Ступино)
«Ока» — российский футбольный клуб из города Ступино, играющий в первенстве Московской области.

## Прежние названия клуба
- 1932—1946 — «Крылья Советов»
- 1946—1968 — «Труд»
- С 1968 — «Ока»

## История
Клуб был основан в 1932 году, когда на окраине Подмосковья, в посёлке Электровоз (с 1938 года — город Ступино) начал строиться завод «СМК» (Ступинский металлургический комбинат). Рабочие на этом заводе собирали команду, и выступали в первенстве Московской области. Последующее время клуб играл в первенстве РСФСР, классе «Б» чемпионата СССР (1955—1957, 1968—1970), затем снова вернулся в первенство РСФСР. С 1992 года команда стала выступать в первенстве КФК (ЛФК). Основные цвета команды: жёлтый и синий.

### «Крылья Советов» (1932—1946)
В 1938 году команда «Крылья Советов» победила в Первенстве Московской области и была награждена Красным знаменем. В последующие годы команда постоянно заканчивала чемпионат в группе лидеров.

### «Труд» и команда города Ступино (1946—1968)
В 1946 году команда была реорганизована и стала называться «Труд».
В 1949 году «Труд» под руководством А. Севидова становится чемпионом Московской области и попадает в Первенство РСФСР.
В 1953 году «Труд» победил в своей зоне, а в финальных играх занял почётное третье место.
В 1954 году команда достигла победы в финальном турнире Первенства РСФСР.
В 1955—1957 годах команда города Ступино играла в Первенстве СССР среди команд мастеров класса «Б» (Д-2).
В 1961 году «Труд» победил в Кубке среди производственных коллективов.

### «Ока» (1968—1990)
С 1968 года команда носит название «Ока».
В 1968—1970 годах «Ока» играла в Первенстве СССР среди команд мастеров класса «Б» (Д-3).
В 1971—1989 годах команда принимала участие в Первенстве Московской области.

### «Ока» (с 1990)
В 1990—1991 годах команда участвует в Первенстве РСФСР среди коллективов физкультуры.
С 1992 года ступинская команда постоянно участвует в Первенстве России среди любительских команд — зона «Московская область», сначала в группе «Б», а с 1998 года в группе «А».
Лучших результатов «Ока» добивалась: в 2004 году — 3 место, в 2005, 2006 и 2009 годах — вторые места.
В сезоне — 2009 и 2010 ступинская команда дважды завоевала Кубок Федерации Московской области, посвящённый памяти Виктора Ефремова, а в 2010 году Кубок зимнего Первенства, посвящённый памяти Владимира Гуляева.
В 2020 году в первенство Лиги «Б» команда «Ока» Ступино не заявилась (там играла команда «Ступино»), команда «Ока»-м играла в Лиге «В» (зона 3). В 2021 и 2022 годах в первенстве Лиги «Б» (в 2021 году — в зоне 1, в 2022 году — в зоне 2) играли команды «Ока» городской округ Ступино и «Ступино» Ступино.
С сезона 2023 года команда выступает в Лиге «В» под названием СШ "Ока" (городской округ Ступино), в сезоне-2025 команда поднялась в Лигу «Б» чемпионата Московской области.

## Достижения
- Победитель первенства РСФСР: 1954
- Обладатель Кубка среди производственных коллективов: 1961
- Бронзовый призёр первенства РСФСР: 1953
- Серебряный призёр третьего дивизиона МРО Центр (3): 2005, 2006, 2009
- Победитель первенства Московской области (2): 1938, 1949
- Обладатель кубка Московской области (3): 1961, 1963, 1968
- Обладатель кубка Федерации Московской области (2): 2009, 2010
- Победитель 9-й зоны РСФСР класса «Б» (Д-3) и серебряный призёр IV полуфинала чемпионата СССР: 1968
- В сезоне 2023 заняли 2 место в Межмуниципальных соревнованиях Московской области по футболу - Лига В-4
- В сезо2024 заняли 8-место в Межмуниципальных соревнованиях Московской области по футболу - Лига В-2